# 9K31 Strela-1
9K31 Strela-1 (ryska: 9К31 Стрела́-1 (pil), NATO-rapporteringsnamn SA-9 Gaskin) var ett sovjetiskt luftvärnsrobotsystem.

## Konstruktion
9K31 Strela-1 utvecklades parallellt med 9K32 Strela-2 under 1960-talet. Strela-1 var en tyngre och kraftigare robot och var för otymplig för att användas buret. Därför utvecklades det i stället mot ett fordonsburet system baserat på pansarbilen BRDM-2. Det modifierade fordonet som fick beteckningen 9P31 hade i stället för ett torn med en tung kulspruta en vridbar piedestal med plats för fyra 9M31-robotar i avfyringstuber. Skytten sitter på samma plats som i en BRDM-2 och har ett fönster i piedestalens bas som han kan se ut genom.
Systemet hade ingen radar, men fordonen kunde förses med 9S16 (NATO-namn: Flat Box) passiv radarspaningsutrustning som kunde pejla in riktningen till en flygburen radar. Det vanliga var att ett fordon i en pluton om fyra fordon var utrustad med radarpejl. En pluton 9K31 Strela-1 bildade tillsammans en pluton om fyra ZSU-23-4 Sjilka en luftvärnstropp som svarade för luftförsvaret på regements-nivå.
Roboten 9M31 drevs av en enstegs raketmotor som tändes efter att roboten skjutits ut ur avfyringstuben av en drivladdning.
Målsökaren var en ovanlig konstruktion med sensorelement av blysulfid utan kylning. Sådana sensorelement kan bara detektera infraröd strålning med kortare våglängd än 2 μm vilket normalt bara utstrålas av föremål som är flera hundra grader varma. Men målsökaren i 9M31 utnyttjade det faktum att himlen har en jämn bakgrundsstrålning i det känsliga spektrumet. Målsökaren var därför programmerad att söka sig till den mörka fläck där målet skymmer himlen, en metod som kallas fotokontrastmålsökning. Det gjorde att den inte var tvingad att anfalla målet bakifrån för att söka sig mot den varma jetflamman. Det gjorde också att roboten var okänslig för motmedel som facklor, men det innebar också nackdelar som att roboten var otillförlitlig mot mål som flög nära horisonten, mål nära solen eller vid fläckvis molntäcke.